# Ivan Uhliarik
Ivan Uhliarik (ur. 3 czerwca 1968 w Namiestowie) – słowacki lekarz i menadżer, wiceprzewodniczący KDH, poseł do Rady Narodowej. Od 2010 do 2012 minister zdrowia w rządzie Ivety Radičovej.

## Życiorys
W latach 1987–1993 studiował na Wydziale Medycznym Uniwersytetu Karola w Pradze. Od 1993 do 1996 pracował szpitalu w Skalicy (specjalizował się w chirurgii), następnie zaś był menadżerem ds. marketingu w spółce "Pfizer" (1996–2003), a także dyrektorem w firmach "Sanofi Aventis" (2003–2005), Bristol Myers Squibb (dyrektor na Słowację; 2005–2006) i Ozone Laboratories (dyrektor generalny na Czechy i Słowację; 2006–2009).
W 2006 przystąpił do KDH w Skalicy, po dwóch latach został przewodniczącym powiatowego oddziału partii w tej miejscowości. W 2009 został wybrany wiceprzewodniczącym KDH ds. zdrowia i ochrony konsumentów, a w wyborach w 2010 i w 2012 uzyskiwał z jego ramienia mandat poselski. 9 lipca 2010 objął funkcję ministra zdrowia w rządzie Ivety Radičovej, którą pełnił do 4 kwietnia 2012.